# バウアー賞
バウアー賞（Bower Award）はフランクリン協会から個人に贈られる科学技術賞。1988年にHenry Bowerからの750万ドルの遺贈によって設立された。以下の2部門からなる。賞金は各25万ドル。

## 受賞者

### 科学業績部門
- 1990/91年 - ポール・ラウターバー
- 1991/92年 - ソロモン・スナイダー
- 1992/93年 - Denis Parsons Burkitt
- 1993/94年 - Isabella L. Karle
- 1994/95年 - 楊振寧
- 1995/96年 - フレデリック・ブルックス
- 1997年 - Ralph L. Brinster
- 1998年 - マーティン・リース
- 1999年 - Ralph J. Cicerone
- 2000年 - アレクサンダー・リッチ
- 2001年 - ポール・バラン
- 2002年 - John W. Cahn
- 2003年 - ポール・マクレディ
- 2004年 - シーモア・ベンザー
- 2005年 - アンリ・カガン
- 2006年 - Narain G. Hingorani
- 2007年 - Stuart K. Card
- 2008年 - 金出武雄
- 2009年 - サンドラ・フェイバー
- 2010年 - W. Richard Peltier
- 2011年 - ジョージ・チャーチ
- 2012年 - ルイ・ブラス
- 2013年 - 伊賀健一
- 2014年 - エドムンド・クラーク
- 2015年 - Jean-Pierre Kruth
- 2016年 - William J. Borucki
- 2017年 - Claude Lorius
- 2018年 - Philippe Horvath
- 2019年 - フランシス・アーノルド
- 2020年 - 受賞者なし
- 2021年 - 福島邦彦
- 2022年 - Paul Slovic
- 2023年 - Deb Niemeier
- 2024年 - David A. Weitz
- 2025年 - Katharine N. Suding

### ビジネスリーダーシップ部門
- 1990年 - James Edward Burke
- 1991年 - David Todd Kearns
- 1992年 - アーノルド・ベックマン
- 1993年 - ロバート・ガルビン
- 1994年 - 受賞者なし
- 1995年 - Joan Ganz Cooney
- 1996年 - デビッド・パッカード
- 1997年 - George B. Rathmann
- 1998年 - John Diebel
- 1999年 - P. Roy Vagelos
- 2000年 - William J. Rutter
- 2001年 - アーウィン・M・ジェイコブス
- 2002年 - ゴードン・ムーア
- 2003年 - Herbert D. Kelleher
- 2004年 - Raymond V. Damadian
- 2005年 - Alejandro Zaffaroni
- 2006年 - テッド・ターナー
- 2007年 - ノーマン・R・オーガスティン
- 2008年 - Frederick W. Smith
- 2009年 - T. Boone Pickens
- 2010年 - ビル・ゲイツ
- 2011年 - Fred Kavli
- 2012年 - John Chambers
- 2013年 - マイケル・デル
- 2014年 - William W. George
- 2015年 - Jon M. Huntsman Senior
- 2016年 - Patrick Soon-Shiong
- 2017年 - アラン・ムラーリー
- 2018年 - Anne M. Mulcahy
- 2019年 - Indra K. Nooyi
- 2020年 - 受賞者なし
- 2021年 - アーサー・レビンソン
- 2022年 - Stéphane Bancel, アルバート・ブーラ, Alex Gorsky
- 2023年 - Kenneth C. Frazier
- 2024年 - リサ・スー
- 2025年 - ジェームズ・ダイモン